# 15576 Munday
15576 Munday este un asteroid din centura principală de asteroizi.

## Descriere
15576 Munday este un asteroid din centura principală de asteroizi. A fost descoperit pe 5 aprilie 2000 la Socorro, New Mexico, în cadrul proiectului LINEAR. Asteroidul prezintă o orbită caracterizată de o semiaxă mare de 2,92 ua, o excentricitate de 0,07 și o înclinație de 1,9° în raport cu ecliptica.